# Třeboň
Třeboň település Csehországban, a Jindřichův Hradec-i járásban. Třeboň Štěpánovice, Jílovice, Smržov, Dunajovice, Hrachoviště, Chlum u Třeboně, Hamr, Stříbřec, Domanín, Libín, Lišov, Lomnice nad Lužnicí, Majdalena, Novosedly nad Nežárkou, Cep és Lužnice településekkel határos. Lakosainak száma 8270 fő (2025. január 1.).

## Népesség
A település lakosságának változását az alábbi diagram mutatja:
| Lakosok száma | 7463 | 7755 | 7461 | 6988 | 9052 | 8554 | 8366 | 8217 | 8092 | 8270 |
|               | 1869 | 1900 | 1921 | 1961 | 1991 | 2011 | 2017 | 2020 | 2022 | 2025 |

## Híres személyek
- Itt született 1897-ben František Volf cseh író és autodidakta képzőművész.